# Thore Knös
Thore Gustaf Knös, född den 27 november 1872 i Karlskrona, död den 23 juli 1935 i Danderyds församling, Stockholms län, var en svensk ingenjör. Han var son till Carl Johan Knös och måg till Alarik Schartau.
Knös avlade studentexamen 1892 och examen från tekniska högskolan 1896. Han deltog i Salomon August Andrées expedition till Spetsbergen 1896, var ingenjör vid Motala verkstad 1896–1899, vid marinförvaltningens ingenjöravdelning 1899–1900 och vid mariningenjörsstaten 1901–1905. Knös blev mariningenjör av första graden i mariningenjörkåren 1906 och marindirektör av andra graden i marinen 1922. Han var kontrollant vid pansarbåten Oscar II:s nybyggnad vid Lindholmens verkstad i Göteborg 1903–1907, lärare i skeppsbyggnad och maskinlära vid sjökrigsskolan 1912–1915 samt assistent i skeppsbyggnadslära vid tekniska högskolan från 1919. Knös blev riddare av Vasaorden 1913. Han är gravsatt på Danderyds kyrkogård.